# Global Health Security-Index
Der Global Health Security-Index (GHS-Index) stellt die Ergebnisse einer weltweiten Untersuchung des Vorbereitungsstands zum Umgang mit Epidemien und Pandemien in 195 Ländern dar. Die Untersuchung wurde vom Center for Health Security der Johns-Hopkins-Universität, der Nuclear Threat Initiative (NTI) und der Economist Intelligence Unit (EIU) durchgeführt. Sie wurde erstmals 2019 veröffentlicht. Sie zeigt, dass „kein Land der Welt vollständig auf Epidemien und Pandemien vorbereitet ist, und dass jedes Land wichtige Lücken adressieren muss“. 2019 befanden sich in der Kategorie „am besten vorbereitet“ in alphabetischer Reihenfolge folgende Länder: Australien, Finnland, Frankreich, Kanada, die Niederlande, Schweden, Südkorea, Thailand, Großbritannien und Nordirland sowie die USA. Die USA stehen auf dem ersten Platz mit einem Indexwert von 83,5 von 100. Deutschland steht mit einem Indexwert von 66 auf Platz 14, knapp nach der Schweiz (Platz 13) und vor Österreich (Platz 26). Die größte Zahl der Länder in der Kategorie „am wenigsten vorbereitet“ befindet sich in Westafrika und Zentralafrika.

## Methode
Der Bericht stützt sich auf einen Fragebogen mit 140 Fragen in sechs Kategorien:
- Prävention: Prävention des Aufkommens und der Ausbreitung von Krankheitserregern.
- Erkennung und Bekanntmachen: Das frühe Erkennen und Bekanntmachen von Epidemien, die möglicherweise von internationaler Bedeutung sind.
- Reaktion: Die rasche Reaktion und die Verlangsamung der Ausbreitung der Epidemie.
- Gesundheitssystem: Ein ausreichendes und „robustes“ Gesundheitssystem, um Erkrankte zu behandeln und die Beschäftigten im Gesundheitssystem zu schützen.
- Einhaltung internationaler Normen: Neben der Einhaltung internationaler Normen selbst fallen hierunter verbindliche Erklärungen, Lücken zu adressieren und die Bereitstellung der dazu erforderliche Mittel.
- Risiko-Umfeld: Das „allgemeine Risiko-Umfeld“ eines Landes und die Anfälligkeit für biologische Gefahren.

Der Index stützt sich ausschließlich auf open-source-Informationen. Die Forscher arbeiteten mit einem internationalen Beratergremium, das aus 21 Experten aus 13 Ländern bestand.

## Schwächen des deutschen Systems laut dem Bericht
Schlecht (Indexwert unter 50) schnitt das deutsche System laut dem Bericht des GHS-Index 2019 in folgenden Unterbereichen ab:
- In Deutschland wird zwar zu Krankheitserregern mit Pandemie-Potenzial geforscht, aber es gibt keine öffentlich verfügbare Bestandsaufnahme dieser Forschung.
- Die Forscher konnten auf den Webseiten der zuständigen Bundesministerien keine Information darüber finden, ob ein Notfall-Kommunikationssystem existiert, über das Behörden und Mitarbeiter von Gesundheitseinrichtungen miteinander während Krisen kommunizieren können.
- Es gibt keinen nationalen Notfallplan für den gleichzeitigen Ausbruch mehrerer Epidemien, auch wenn das Robert Koch-Institut einen Notfallplan für den Ausbruch einer Grippe-Epidemie erstellt hat.
- Die Forscher konnten keine öffentlich verfügbaren Informationen darüber finden, dass die Sicherheitsbehörden und die Gesundheitsbehörden über Pläne verfügen, um im Fall eines terroristischen Angriffs mit biologischen Waffen zusammenzuarbeiten.
- Das Gemeinsame Melde- und Lagezentrum von Bund und Ländern hat in den zwölf Monaten vor dem Abschluss des Berichts keine Übungen durchgeführt.
- Es gibt keine Statistiken darüber, wie viele Epidemiologen in Deutschland arbeiten, so dass nicht festgestellt werden kann, ob es mehr als einen Epidemiologen für 200.000 Einwohner gibt.
- Es wurde keine externe Evaluierung des Systems z. B. durch die Weltgesundheitsorganisation vorgenommen, so dass die Forscher keine Informationen über bereitgestellte Finanzmittel zur Schließung etwaiger Lücken finden konnten.[3]

## Finanzierung
Die Entwicklung des Index wurde unter anderem von dem Open Philanthropy-Projekt, der Bill & Melinda Gates-Stiftung und der Robertson-Stiftung finanziert.

## Coronavirus-Epidemie
Der Index wurde während des Ausbruchs der COVID-19-Pandemie einer breiteren Öffentlichkeit bekannt und häufig von den Medien zitiert. Am 27. Februar 2020 hielt Präsident Donald Trump eine auf dem Index basierende Karte hoch und sagte, die USA seien das „am Besten auf eine Pandemie vorbereitete Land der Welt.“ Einer der Experten, die an dem Projekt gearbeitet haben, wies darauf hin, dass die USA im Bereich des Zugangs zu Gesundheitsversorgung Defizite haben.